# NGC 6856
NGC 6856 is een open sterrenhoop in het sterrenbeeld Zwaan. Het hemelobject werd op 24 september 1829 ontdekt door de Britse astronoom John Herschel.